# Viktor von Kohlenegg

Viktor von Kohlenegg

Viktor von Kohlenegg (* 6. Februar 1872 in München als Viktor August Gottlieb Maria von Kohl-Kohlenegg; † 9. Mai 1940 in Berlin) war ein deutscher Schriftsteller.

## Leben
Viktor von Kohlenegg entstammte einer Offiziersfamilie; sein Vater war der österreichische Schauspieler und Schriftsteller Leonhard Kohl von Kohlenegg. Nach dem Tod seines Vaters im Jahre 1875 lebte Viktor von Kohlenegg bis 1882 in Saalfeld/Saale, der Heimatstadt seiner Mutter. Ab 1882 besuchte er in Berlin die Schule und absolvierte anschließend ein Studium an der Berliner Friedrich-Wilhelms-Universität. Ab 1895 lebte er als freier Schriftsteller in Groß-Lichterfelde. 1905 heiratete er die Schriftstellerin Gertrud Triepel.
Viktor von Kohlenegg war Verfasser von Romanen und Erzählungen, die meist das Alltags- und Frauenleben im wilhelminischen Berlin schildern und sich beim Lesepublikum
großer Beliebtheit erfreuten; sein erfolgreichstes Buch, der 1913 erschienene Roman Der Katzentisch erreichte bereits Anfang der 1920er Jahre eine Auflage von über 40.000 Exemplaren und wurde noch bis in die 1940er Jahre neu aufgelegt.

## Werke
- Die Höpfe, Berlin
  - 1 (1898)
  - 2 (1898)
- Bille Brandt, Berlin 1900
- Kühnrod, Berlin 1900
- Paul Utes Frau, Berlin 1904
- Was Toby von Krake schrieb und andere Geschichten, Berlin 1905
- Die Ehe im Schatten, Berlin 1906
- Eifersucht, Berlin 1907
- Dorchen, Berlin 1908
- Die schöne Melusine, Stuttgart
  - 1 (1911)
  - 2 (1911)
- Die Liesegang-Mädchen, Stuttgart 1912
- Der Katzentisch, Berlin [u. a.] 1913
- Die drei Lieben der Dete Voß, Berlin [u. a.] 1914
- Die Treppe, Berlin [u. a.] 1915
- Eckerlein, Berlin 1920
- Dedekind der Spätere, Berlin 1922
- Rille, das Sünderlein, Berlin 1923
- Herrn Imelmanns Krähe, Stuttgart 1924
- Der Gast auf Juchhee, Stuttgart 1926
- Das Paradeis, Stuttgart 1929
- Die verschenkte Enkelin, Berlin 1930
- Die schönen Frauen im Berghaus, Bielefeld [u. a.] 1938
- Die Rosenhochzeit, Gütersloh 1944